# Флаг Питтсбурга
Флаг Питтсбурга — официальный символ города Питтсбург, штат Пенсильвания, США. Представляет собой чёрное полотнище с золотистым прямоугольником посередине, на котором изображён герб города, основанный на гербе Уильяма Питта, 1-го графа Чатам, в честь которого назван город.
Как дань уважения флагу команды Питтсбурга по бейсболу, футболу, хоккею и американскому футболу используют чёрный и золотой цвета.
В 2004 году Североамериканская вексиллологическая ассоциация поставила флаг Питтсбурга на 24-е место в списке 150 лучших флагов городов США.